# The Vanishing Rider
The Vanishing Rider é um seriado estadunidense de 1928, gênero Western, dirigido por Ray Taylor, em 12 capítulos, estrelado por William Desmond, Ethlyne Clair e Boris Karloff. Foi produzido e distribuído pela Universal Film Manufacturing Co., e veiculou nos cinemas estadunidenses entre 16 de janeiro e 19 de março de 1928.
Este seriado é considerado perdido.

## Elenco
- William Desmond … Jim Davis / The Vanishing Rider
- Ethlyne Clair … Mary Allen
- Nelson McDowell … Pop Smith
- Bud Osborne … Butch Bradley
- Boris Karloff … Vilão

## Capítulos
1. The Road Agent
2. Trapped
3. A Fight for Life
4. Brother Against Brother
5. The Wings of Fury
6. The False Message
7. The Waters of Death
8. The Bargain of Fear
9. The Last Stand
10. Vengeance